# Institut d'Investigacions Biomèdiques de Barcelona
L'Institut d'Investigacions Biomèdiques de Barcelona (IIBB) és un centre de recerca propi del Consell Superior d'Investigacions Científiques (CSIC). Està associat a l'Institut d'Investigacions Biomèdiques August Pi i Sunyer (IDIBAPS), constituït per la Generalitat de Catalunya, la Universitat de Barcelona i l'Hospital Clínic i Provincial de Barcelona.
L'IIBB està localitzat a l'eixample de Barcelona, al costat de la Facultat de Medicina i Ciències de la Salut de la UB i de l'Hospital Clínic de Barcelona, i també té laboratoris al Centre Esther Koplowitz (CEK), a la Universitat Autònoma de Barcelona, a l'Hospital de Sant Pau i una unitat associada a l'Institut Hospital del Mar d'Investigacions Mèdiques (IMIM). La principal missió de l'Institut és promoure la recerca en biomedicina, de manera translacional i multidisciplinar, traslladant els avenços en ciència bàsica en aplicacions clíniques. L'IIBB preten ser també un entorn d'aprenentatge d'alt nivell per tal de promoure la innovació i la transferència de tecnologia, i fomentar el diàleg obert amb el públic a través de conferències i accions educatives. La recerca de lIIBB ha permès conèixer millor les diverses patologies humanes, aconseguint desenvolupar nous fàrmacs i teràpies eficaços per combatre-les. La seva recerca va dirigida a malalties de gran impacte actual, com són l'obesitat i les seves complicacions, la depressió, l'isquèmia cerebral i hepàtica, la inflamació, la fibrosi i fallida renal, l'Alzheimer o el Parkinson, entre altres patologies.